# Коулгејт (Оклахома)
Коулгејт (енгл. Coalgate) град је у америчкој савезној држави Оклахома.

## Демографија
По попису из 2010. године број становника је 1.967, што је 38 (-1,9%) становника мање него 2000. године.
| Група             | 2000.         | 2010.         |
| Белци             | 1.474 (73,5%) | 1.373 (69,8%) |
| Афроамериканци    | 16 (0,8%)     | 20 (1,0%)     |
| Азијати           | 10 (0,5%)     | 8 (0,4%)      |
| Хиспаноамериканци | 58 (2,9%)     | 77 (3,9%)     |
| Укупно            | 2.005         | 1.967         |